# Альварес, Магдалена
Магдале́на А́льварес А́рса (исп. Magdalena Álvarez Arza; род. 15 февраля 1952, Сан-Фернандо, провинция Кадис) — испанский политик, член Испанской социалистической рабочей партии. Заместитель председателя Европейского инвестиционного банка в 2010—2014 годах. В 2004—2009 годах занимала пост министра развития в правительстве Сапатеро.

## Биография
Окончив Университет Комплутенсе, Магдалена Альварес в 1977—1990 годах работала доцентом в Национальном университете дистанционного образования. В 1981—1989 годах она также преподавала в Школе юридической практики в Малаге и в Институте налоговых исследований. В 1979—1993 годах Альварес также занимала различные должности в министерстве финансов Испании и финансовых управлениях.
Беспартийная Альварес была избрана депутатом регионального парламента Андалусии и в августе 1994 года её кандидатура была предложена Мануэлем Чавесом на должность министра экономики и финансов в правительстве Андалусии. Вследствие противоборства в политических кругах Андалусии ни один из разработанных ею проектов бюджета не был утверждён андалусским парламентом. Несмотря на это, после региональных выборов 1996 и 2000 года Альварес сохранила свою должность. Центральное место в её деятельности занимали переговоры с центральным правительством Испании о региональном финансировании Андалусии, на которых Альварес педалировала тему «исторического долга» Испании перед её традиционно сельским и бедным югом.
В 2004 году Магдалена Альварес вошла в состав правления ИСРП и, став главным кандидатом на парламентских выборах 2004 года от провинции Малага, получила депутатский мандат. Вскоре она получила назначение на должность министра развития в кабинете Сапатеро. Работу Альварес в правительстве сопровождали несколько запомнившихся неудач, как, например, затягивание строительства скоростной железной дороги из Мадрида в Барселону. Оппозиция требовала отставки Альварес. Тем не менее, на выборах в испанский парламент в 2008 году Альварес подтвердила свои депутатские полномочия и опять же вошла в состав правительства. Лишь 7 апреля 2009 года при перестановках в правительстве её сменил в правительстве Хосе Бланко Лопес.
На выборах в Европейский парламент 2009 года Альварес занимала третью строку в списке ИСРП и вошла в его состав. В Европейском парламенте Альварес входила в комитет по транспорту и туризму, а также работала во временном комитете по преодолению финансового, экономического и социального кризиса. В июле 2010 года Альварес сложила полномочия европейского парламентария, получив назначение в Европейский инвестиционный банк. В Европейском инвестиционном банке Альварес прослужила до 2014 года и была вынуждена сложить полномочия в связи с обвинениями в коррупции по делу о пенсионных субсидиях в Андалусии на посту министра развития Испании. По приговору Верховного суда Испании, оглашённому 19 ноября 2019 года, Магдалена Альварес была признана виновной в злоупотреблениях служебным положением на посту министра экономики Андалусии в 1994—2004 годах и лишена права занимать должности на государственной службе сроком на 9 лет.